# 2025年のバスケットボール
< 2025年 | 2025年のスポーツ
2025年のバスケットボールでは、2025年のバスケットボール関連の出来事をまとめる。
2024年のバスケットボール - 2025年のバスケットボール - 2026年のバスケットボール

## できごと

### 3月
- 3月15日 - 第100回天皇杯全日本バスケットボール選手権大会決勝で琉球ゴールデンキングスがアルバルク東京に60-49で勝ち初優勝[1]。

### 4月
- 4月14日 - Wリーグプレーオフ決勝第5戦が武蔵野の森総合スポーツプラザで行われ、富士通レッドウェーブがデンソーアイリスに75-60で勝ち通算成績を3勝2敗として 2年連続3回目の優勝[2]。

### 5月
- 27日
  - 【B.LEAGUE】B.LEAGUEチャンピオンシップ決勝第3戦（最終戦）が横浜アリーナで行われ宇都宮ブレックス（東地区1位）が琉球ゴールデンキングス（西地区1位）に73-71で逆転勝ちし決勝通算成績2勝1敗で、3シーズンぶり3回目の優勝。[3]

### 8月
- 1日
  - 【高体連】全国高等学校総合体育大会男女決勝が行われ、男子は鳥取城北（鳥取）が64－58で八王子学園八王子(東京）を降して初優勝。、女子は桜花学園（愛知）が日本航空北海道（北海道）を63－59で降して4年ぶり26回目の優勝。[4]

## 国内大会

### 日本国外
- 第87回NCAA全米大学選手権大会
  - 男子決勝：フロリダ大学 65 - 63 ヒューストン大学

### その他日本国内
- 第99回天皇杯全日本選手権（3月15日・代々木第一体育館）
  - 決勝：琉球ゴールデンキングス 60 - 49 アルバルク東京
    - 琉球ゴールデンキングスは初優勝

- WJBL 2024-25プレーオフ決勝
  - 決勝：富士通レッドウェーブ 3勝2敗 デンソーアイリス
    - 富士通レッドウェーブは2年連続3回目の優勝

- りそなグループ B.LEAGUE FINALS2024-25（5月24日～25日・27日・横浜アリーナ）
  - 決勝：宇都宮ブレックス 2勝1敗 琉球ゴールデンキングス[3]
    - 宇都宮ブレックスは3年ぶり3回目の優勝。

- 令和7年度全国高等学校総合体育大会バスケットボール競技大会（7月26日 ⁻8月1日・岡山県）
  - 男子決勝：鳥取城北 （鳥取） 64 - 58　八王子学園八王子（東京） [4]
    - 鳥取城北は初優勝

  - 女子決勝：桜花学園（愛知） 63 - 59日本航空北海道（北海道） 
    - 4年ぶり26回目の優勝